# Chenopodium procerum
Chenopodium procerum là loài thực vật có hoa thuộc họ Dền. Loài này được Hochst. ex Moq. mô tả khoa học đầu tiên năm 1849.